# Top Secret (compañía)
Top Secret Co. (株式会社トップシークレット, Kabushiki-gaisha Toppu Shīkuretto) es una compañía japonesa dedicada a la modificación y fabricación de piezas de automóviles. La compañía fue fundada por el ingeniero automotriz y piloto, Kazuhiko “Smokey” Nagata.
== Contexto ==
La compañía es principalmente conocida por sus kits de carrocería e ingeniería de rendimiento. Top Secret es también conocida por su participación en carreras ilegales, competencias de "Drifting" y de aceleración. Una característica reconocible de dicha empresa es el uso de pintura dorada en los vehículos que "Smokey" considera únicos por el trabajo logrado en los mismos.
Ryuji Miki ganó la quinta fecha y el campeonato de D1GP japonés en 2004, a bordo de un Nissan Silvia S15 del equipo Top Secret. En 2005 Miki ganó una carrera de exposición en el Circuito de Silverstone en el Reino Unido, en un Nissan Fairlady Z.
En 2007 Yoichi Imamura fue el piloto elegido por la empresa para competir en D1GP, logrando el tercer lugar en la 3.ª y 6.ª fecha, en el Circuito de Suzuka y Autopolis, respectivamente. Imamura También ganó una ronda de exposición en Las Vegas Motor Speedway el mismo año.
Top Secret obtuvo el trofeo del Salón del Automóvil de Tokio de 2007 con su Toyota Supra "Final Evolution" V12 Biturbo. En el Salón del Automotor de Tokio 2017, Top Secret debutó con un Nissan Skyline R32 GT-R al que se le adaptó el motor, transmisión e interior del nuevo Nissan GT-R R35. La compañía bautizó a este automóvil "Skyline VR32 GT-R".

## Resultados de carreras
| Año  | Coche                   | Piloto         | Resultado |
| ---- | ----------------------- | -------------- | --------- |
| 2002 | Nissan Siliva S14 y S15 | Ryuji Miki     | 28.º      |
| 2003 | Nissan Silvia S15       | Ryuji Miki     | 13.º      |
| 2004 | Nissan Silvia S15       | Ryuji Miki     | 1.º       |
| 2005 | Fairlady Z Z33          | Ryuji Miki     | 16.º      |
| 2006 | Fairlady Z Z33          | Yoichi Imamura | 15.º      |
| 2007 | Fairlady Z Z33          | Yoichi Imamura | 6.º       |